# Сен-Вори
Сен-Вори́ (фр. Saint-Vaury) — коммуна во Франции, находится в регионе Лимузен. Департамент коммуны — Крёз. Входит в состав кантона Сен-Вори. Округ коммуны — Гере.
Код INSEE коммуны — 23247.

## Население
Население коммуны на 2010 год составляло 1806 человек.
| 1962 | 1968 | 1975 | 1982 | 1990 | 1999 | 2010 |
| ---- | ---- | ---- | ---- | ---- | ---- | ---- |
| 1970 | 2359 | 2322 | 2265 | 2059 | 1827 | 1806 |

## Экономика
В 2010 году среди 1099 человек трудоспособного возраста (15—64 лет) 751 были экономически активными, 348 — неактивными (показатель активности — 68,3 %, в 1999 году было 63,8 %). Из 751 активных жителей работали 677 человек (327 мужчин и 350 женщин), безработных было 74 (39 мужчин и 35 женщин). Среди 348 неактивных 95 человек были учениками или студентами, 143 — пенсионерами, 110 были неактивными по другим причинам.